# Kingstown
Kingstown este capitala și principalul port al țării Sfântul Vicențiu și Grenadinele. Kingstown este situat pe Insula Sfântul Vicențiu. Cu o populație de 25.418 (2005), el este un centru pentru industria agricolă a insulei și un port de intrare pentru turiști. Exporturile includ banane, nuci de cocos și arorut.

## Istoria
Franța a înființat o așezare aici imediat după 1722.
Grădina Botanică, concepută în 1765, este cea mai veche din emisfera vestică. William Bligh, făcut celebru de la Revolta de pe Bounty, a adus pentru plantare semințe ale arborelui de pâine în aproximativ 1793.
Kingstown poate fi văzut de la Fort Charlotte pe Dealul Berkshire, la vest de oraș. La peste 180 m deasupra golfului, este o fortificație majoră de la începutul secolului al XIX-lea. O redută la care se ajunge printr-un viaduct, are arme îndreptate spre interiorul insulei. Garnizoana britanică le-a utilizat pentru a-i ține în loc pe francezi, în timp ce, Royal Navy a adus întăriri de la alte insule. Englezii au învățat o lecție atunci când francezii au invadat insula în 1779, astfel după ce au debarcat în Calliaqua, au dovedit că orice atac ar veni mai probabil de pe insulă, decât direct de la Kingstown. Fortul este numit după soția regelui George al III-lea, Regina Charlotte. Lucrările de construcție au fost terminate în 1806. În zilele sale de glorie, a avut 600 de militari și 34 tunuri. Unele dintre vechile barăci fac parte acum dintr-un muzeu.
Recent, Kingstown este cunoscut ca locul unde au avut loc mai multe scene din filmul  Pirații din Caraibe.